# Rhicnoderma archimimus
Rhicnoderma archimimus är en insektsart som beskrevs av Rehn, J.A.G. 1938. Rhicnoderma archimimus ingår i släktet Rhicnoderma och familjen Romaleidae. Inga underarter finns listade i Catalogue of Life.